# Udgir
Udgir è una città dell'India di 91.908 abitanti, situata nel distretto di Latur, nello stato federato del Maharashtra. In base al numero di abitanti la città rientra nella classe II (da 50.000 a 99.999 persone).

## Società

### Evoluzione demografica
Al censimento del 2001 la popolazione di Udgir assommava a 91.908 persone, delle quali 48.109 maschi e 43.799 femmine. I bambini di età inferiore o uguale ai sei anni assommavano a 13.483, dei quali 6.871 maschi e 6.612 femmine. Infine, coloro che erano in grado di saper almeno leggere e scrivere erano 64.850, dei quali 37.319 maschi e 27.531 femmine.